# Henan Songshan Longmen
Henan Songshan Longmen Football Club is een Chinese voetbalclub uit Zhengzhou. De club is opgericht op 27 augustus 1994. De thuiswedstrijden worden gespeeld in het Zhengzhou Hanghai Stadium gespeeld, dat plaats biedt aan 30.000 toeschouwers. De clubkleuren zijn rood-blauw.
De club is de opvolger Henan FC dat in 1958 opgericht werd en in de amateurtijd speelde. In 1994 begon de club in de Jia League en promoveerde in 1996 naar de Super League. Een derde plaats in 2009 was de hoogste klassering. In 2012 degradeerde de club. Het keerde echter in 2014 weer terug op het hoogste niveau.

## Historische namen
- 1958-1994: Henan
- 1994-2009: Henan Construction
- 2010-2020: Henan Jianye
- 2021- : Henan Songshan Longmen

## Bekende (oud-)spelers
- Christian Bassogog
- Mateusz Zachara
- Orlando Sá